# Вілледж-оф-Фор-Сізонс (Міссурі)
Вілледж-оф-Фор-Сізонс (англ. Village of Four Seasons) — селище (англ. village) в США, в окрузі Кемден штату Міссурі. Населення — 2383 особи (2020).

## Географія
Вілледж-оф-Фор-Сізонс розташований за координатами 38°11′51″ пн. ш. 92°43′17″ зх. д. / 38.19750° пн. ш. 92.72139° зх. д. (38.197481, -92.721283).  За даними Бюро перепису населення США в 2010 році селище мало площу 11,86 км², з яких 11,70 км² — суходіл та 0,17 км² — водойми.

## Демографія
Згідно з переписом 2010 року, у селищі мешкало 2217 осіб у 966 домогосподарствах у складі 701 родини. Густота населення становила 187 осіб/км².  Було 2606 помешкань (220/км²).
Расовий склад населення:
| - 97,6 % — білих - 0,9 % — чорних або афроамериканців - 0,5 % — корінних американців - 0,4 % — азіатів |

До двох чи більше рас належало 0,5 %. Частка іспаномовних становила 1,1 % від усіх жителів.
За віковим діапазоном населення розподілялося таким чином: 20,2 % — особи молодші 18 років, 59,5 % — особи у віці 18—64 років, 20,3 % — особи у віці 65 років та старші. Медіана віку мешканця становила 47,3 року. На 100 осіб жіночої статі у селищі припадало 95,3 чоловіків;  на 100 жінок у віці від 18 років та старших — 95,0 чоловіків також старших 18 років.
Середній дохід на одне домашнє господарство  становив 81 956 доларів США (медіана — 60 500), а середній дохід на одну сім'ю — 87 642 долари (медіана — 71 364). Медіана доходів становила 60 208 доларів для чоловіків та 37 989 доларів для жінок. За межею бідності перебувало 10,4 % осіб, у тому числі 12,1 % дітей у віці до 18 років та 9,1 % осіб у віці 65 років та старших.
Цивільне працевлаштоване населення становило 843 особи. Основні галузі зайнятості: освіта, охорона здоров'я та соціальна допомога — 25,3 %, мистецтво, розваги та відпочинок — 18,4 %, роздрібна торгівля — 11,3 %, науковці, спеціалісти, менеджери — 10,1 %.